# Ривърбанк
Ривърбанк (на английски: Riverbank) е град в окръг Станислос, щата Калифорния, САЩ. Ривърбанк е с население от 24 740 жители (по приблизителна оценка от 2017 г.) и обща площ от 8,3 km². Намира се на 43 m надморска височина. ЗИП кодовете му са 95367, а телефонният му код е 209.